# 24 Pułk Piechoty (III Rzesza)
24 Pułk Piechoty (niem. Infanterie-Regiment 24, IR 24) − jeden z niemieckich pułków piechoty okresu III Rzeszy. Sformowany w I Okręgu Wojskowym. Stacjonował w Malborku (Marienburg), Kwidzynie (Marienwerder) i Braniewie (Braunsberg).

## Dowódcy
- Oberst Erich Denecke (formowanie) 1935
- Oberst Paul Laux 1935 - 1937
- Generalmajor Otto Sponheimer 1937 - 1939
- Oberst Conrad-Oscar Heinrichs 1939 - 1941
- Oberst Karl Arning 1942